# Feng Yunshan

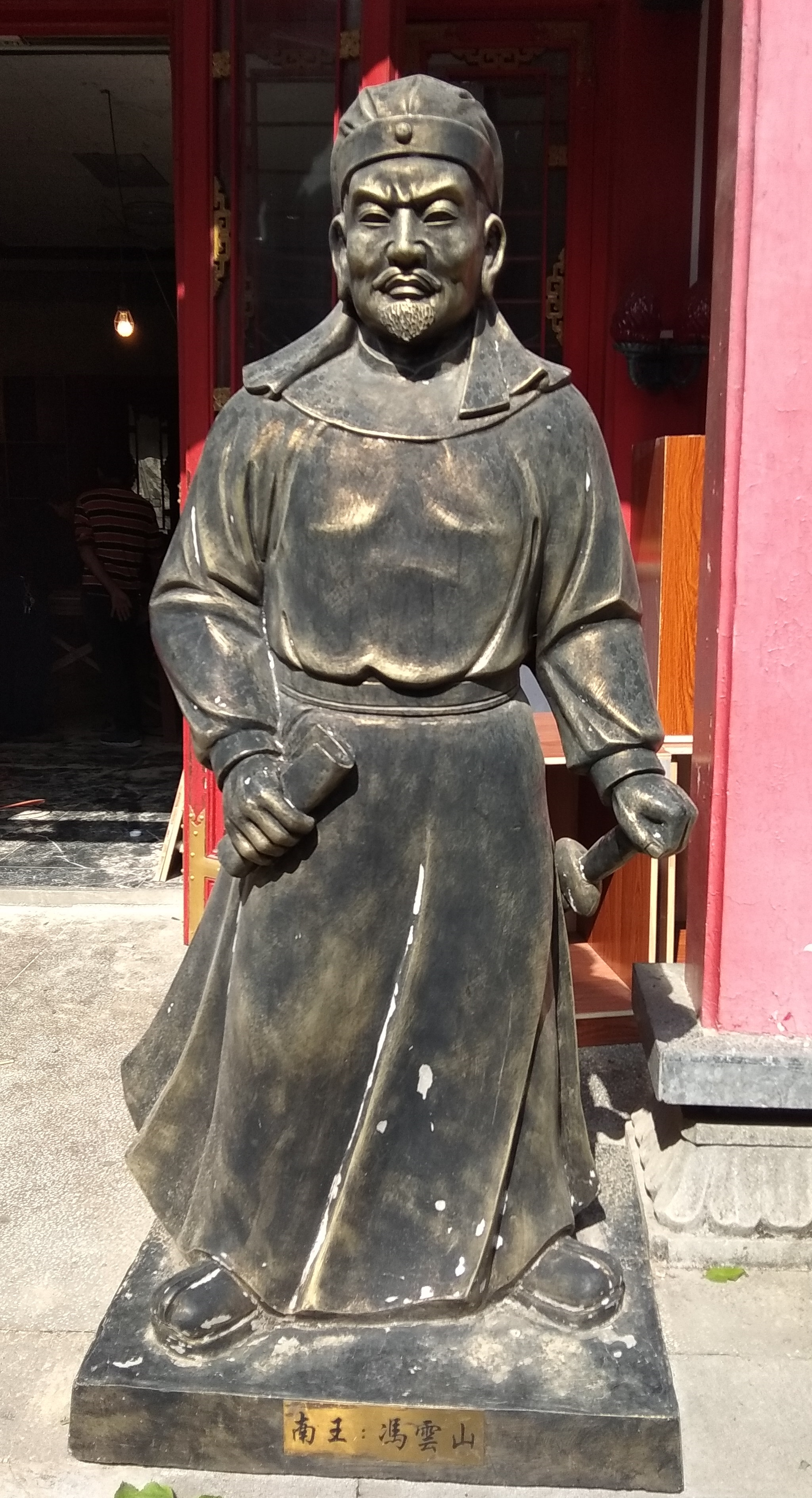
Bronzestatue von Feng Yunshan in Guilin

Feng Yunshan (* 1815 im Kreis Huadu, Provinz Guangdong; † 1852) war ein früher Weggefährte des Anführers der Taiping-Rebellion Hong Xiuquan im Kaiserreich China der Qing-Dynastie. Er stieg während der Rebellion als Südlicher König zu einem prominenten Anführer der Rebellion auf. Er starb während der Rebellion an einer tödlichen Verwundung.

## Herkunft und Werdegang
Feng Yunshan stammte aus demselben Kreis Huadu in der Provinz Guangdong wie Hong Xiuquan. Er war selbst gebildet, scheiterte aber daran im staatlichen Prüfungssystem einen Abschluss zu erreichen. Er gehörte wie viele Taipinganführer und Hong Xiuquan der Ethnie der Hakka an. Nach Hong Rengan war er gemäß den Quellen der Taiping der zweite Mensch der sich von Hong Xiuquan taufen ließ.

## Prediger der Taipingbewegung
Er machte sich zusammen mit Hong Xiuquan 1844 auf um ihre Heimat zu verlassen und Anhänger für ihre religiöse Bewegung zu werben. In der Frühphase der Bewegung sorgte Feng Yunshan durch seine persönliche Mission auf dem Land in der Proxinz Guanxi für einen sprunghaften Anstieg der Zahl der neuen Anhänger. Feng war vor allem bei den Hakka erfolgreich, die ihm auch Obdach und Verpflegung boten. Feng Yunshan war auch an der Redaktion zentraler religiöser Texte beteiligt, so schrieb er zusammen mit Hong Xiuquan die Zehn Gebote der Taiping.
Die Bewegung geriet während ihres Wachstums mit den örtlichen kaiserlichen Behörden in Konflikt. So verbrachte Feng Yunshan 1847 und 1848 im Gefängnis. Einer seiner Predigerkollegen überlebte die Haft aufgrund Misshandlung nicht. Zu seiner Verteidigung berief er sich auf im Ersten Opiumkrieg auf die Freiheit für christliche Missionare, welche die Qing-Dynastie in den damaligen Friedensverträgen zugesagt habe.

## General während der Rebellion
Als Hong Xiuquan am 11. Januar 1851 das Himmlische Königreich und damit die Rebellion gegen die Qing-Dynastie besiegelte war Feng Yushan einer von vier Anführern der Bewegung die von ihm mit dem Ehrentitel König versehen wurden und als Generäle und Gouverneure der Bewegung fungierten. In dieser Funktion entwickelte er auch einen eigenen Kalender für die Bewegung, der sich am Gregorianischen Kalender orientierte. Feng Yunshan wurde 1852 im Gefecht mit kaiserlichen Truppen tödlich verwundet.